# Drótszőrű magyar vizsla

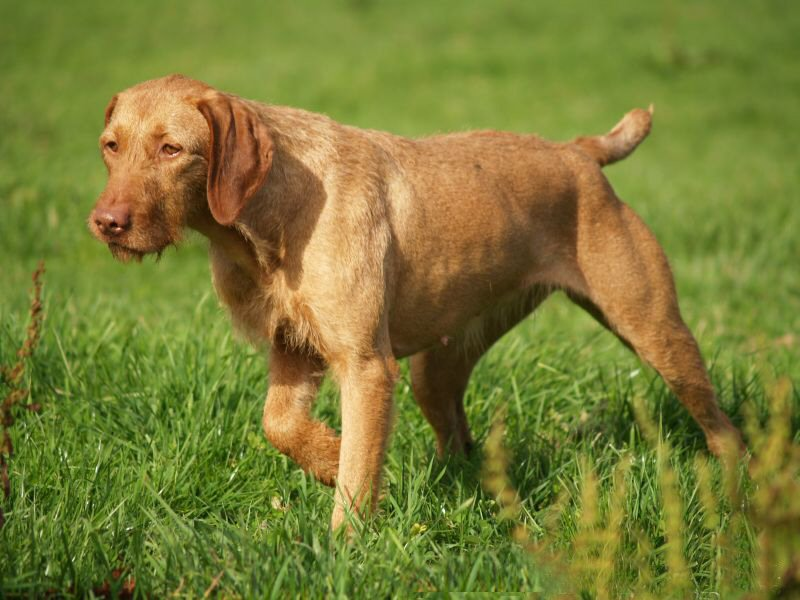
Drótszőrű vizsla vadat áll

A drótszőrű magyar vizsla veszélyeztetett és védett magyar vadászkutya-fajta. A rövidszőrű magyar vizsla átlagtól eltérő erősebb szőrzetű egyedei és a drótszőrű német vizsla kereszteződéséből alakult ki. Viszonylag új fajta tenyésztése az 1930-as években kezdődött el és 1966-ban lett hivatalosan elismert a Nemzetközi Kinológiai Szövetség (FCI) által.
A drótszőrű magyar vizsla a VII. vizslák fajtacsoportba, az 1.1 kontinentális típusú vizslákhoz tartozik. Még ma sem olyan elterjedt, mint rövidszőrű magyar testvére, bár külföldön is egyre jobban kedvelt. Testfelépítése robusztusabbnak hat, a rövidszőrű magyar vizsláétól, melytől leginkább szőrzete és erősebb csontozata különbözteti meg. Kiváló szaglással (emiatt nevezik szakállas szaglektornak) megáldott mindenes vadászkutya, nagy előnye, hogy a hideget is jól tűri. Nagy a mozgásigénye, természetét tekintve higgadt, kedves, tanulékony és szeretetigényes fajta. Sokoldalú kutya a család kedvence státusz mellett a vadászaton kívül a kutyás sportokra, valamint tűzfészekkutató és mentőkutyának is alkalmas. Rendkívül barátságos eb, emiatt gyerekek mellé is ajánlható.
Nincs különleges gondozásigénye, a szőrének ápolása is viszonylag egyszerű, habár néha ki kell szedni az elhalt szőrszálakat. Nagy mozgásigénye miatt azonban naponta kell vele foglalkozni, akár kertben, akár lakásban tartják. Ez azt jelenti, hogy nemcsak sétáltatni kell, hanem be kell vonni a kocogásba, a kirándulásba, vagy az ismert kutyás sportok valamelyikébe.

## Általában a vizslákról
Vizslák a leggyakrabban használt vadászkutyák. Vadászás közben jellemző rájuk a jelzőpóz, ilyenkor mutatják a vadásznak az általuk észlelt vadat. Miután a kutya megmutatta a vadat, a vadász előkészülhet a lövéshez. A vizslák speciálisan erre lettek kiképezve, nekik nem szabad a vadat elejteni az állat meglövése után, apportírozniuk kell a zsákmányt a gazdának. De nem csak ebben jók, hiszen igen sokoldalúak, jól dolgoznak vízi vadászatokon és a sebzett nagyvad után-keresésére is kiválóan alkalmasak. Méretüket tekintve középtermetűek, arányosak, szikárak, nagy lelógó fülük van. Világszerte több vizslafajtát tenyésztenek, Magyarországon a tíz legkedveltebb kutyafajta között vannak a vizslák.

### Etimológia
Angolul a vizsla jelentése "gun dog" (fegyverrel vadászó kutya), németül viszont "Vorstehhund" (előre vadat álló kutya), franciául "Chien d'arrêt", ami a német elnevezés "szinonimája". Ez utóbbi két elnevezés utal a vizslák jellegzetes vadat álló test-állására. A vizsla, mint egy nyílvessző mutatja a lapuló vad helyét (lásd a vadat áll című képet). A magyar nyelvben a vizsla szót, valószínűleg a vigy, vizs, vis alakból képezték, melynek jelentése vigyáz vagy vizslat.

## Története

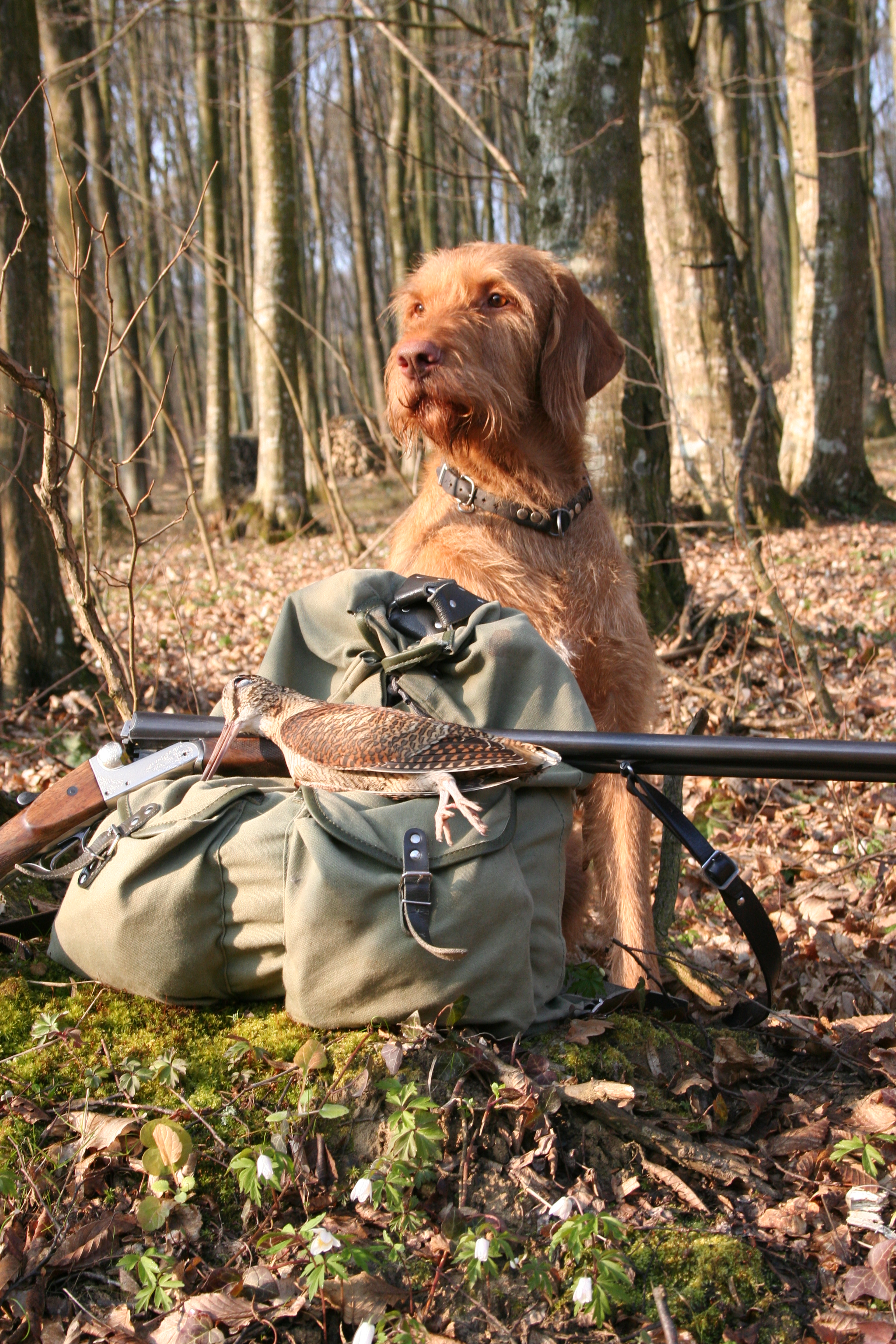
Szalonkavadászat közben

A magyar vizsla a kutatások alapján eredetileg Ázsiából származik és már az ősi időkben is vadásztak vele. Így eredetét tekintve is különbözik a többi európai vizslától, mert azok többségében a burgosi vizslából alakultak ki. Története a középkor végéig azonos a kopókéval sőt, más hipotézisek szerint már az Árpád-házi királyok is használták vadászataikon. Majd később, a 150 évig tartó török fennhatóság alatt állítólag kereszteződött a törökök sárga vadászkutyáival is.
A magyar vizsla drótszőrű változata korántsem tekint vissza olyan hosszú múltra, mint a rövidszőrű magyar vizsláé. A drótszőrű magyar vizsla kialakulása a 20. században történt, tehát viszonylag fiatal fajtának tekinthető. A rövidszőrű almokban időről időre feltűntek az elvárttól eltérő szőrminőségű egyedek, amelyeket általában kiselejteztek. A drótszőrű vizsla tenyésztése az 1930-as évek közepén indult el Vasas József kitartó munkájának köszönhetően. Az eltérő erősebb szőrminőségű rövidszőrű egyedeket keresztezték a drótszőrű német vizslával. A tenyésztés célja a nagy hideget jobban tűrő vadászkutya létrehozása volt, amely azonban a rövidszőrű változat fajtajellegét is megőrzi, és megtartja az ősi színt is. 1943-ban Vasas József a Magyar Vizsla Klub támogatását kérte, és ekkortól indult a nem hivatalos törzskönyvezés is.
A második világháború megakasztotta az éppen kialakulóban lévő fajta tenyésztését, 1947-ben 60 nyilvántartott egyednél tartottak. A tenyésztés rögös útját jól példázza, hogy Kubinszky Ernő és Szél György A kutya című könyvben, 1956-ban még azt írták: „Próbálkoztak a szőrzet, illetve a bőr ellenállóbbá tételére a német szálkásszőrű vizsla keresztezésével, azonban a kísérlet ez ideig nem vezetett eredményre, mert az utód nagymértékben vesztett magyar vizsla jellegéből.”
A vadászok kitartása, azonban meghozta az eredményt: az FCI 1966-ban hivatalosan is elismerte a drótszőrű magyar vizslát. Az állomány java még ma is vadászok mellett dolgozik, házi kedvencként nem terjedt el annyira. Meglehetősen ritka fajta ezért a magyar agár és az erdélyi kopó mellett a veszélyeztetett magyar fajták közé sorolják. Egyedszáma jóval alacsonyabb, mint a rövidszőrű magyar vizsláé néhány száz egyedre tehető. Magyarországon évente átlag 30 alom születik, azaz 140-150 kölyök. 2016-ban a kutya-tar.hu adatbázisában 11 több mint hat hónapja igazolt drótszőrű magyar vizsla tenyésztőt tartanak nyilván. Világszerte sem élhet több 2500-3000 egyednél. Az országgyűlés 2004-ben nyilvánította nemzeti kincsnek a drótszőrű magyar vizslát.

### A fajta külföldön
A drótszőrű magyar vizslának Magyarországon kívül számos más országbeli kedvelője is van. A fajta kialakulása egyértelműen a Felvidékhez kötődik, az országhatárok változásával Csehszlovákia, majd Szlovákia vállalt a fajta tenyésztésében jelentős szerepet. Más országok is rendelkeznek számottevő állománnyal, mint például Franciaország, Kanada, Anglia, USA, Ausztria és természetesen Csehország is. Az Észak-Amerikában a NAVHDA (The North American Versatile Hunting Dog Association) által 1986-tól elismert fajta.

## Tulajdonságai

### Megjelenés

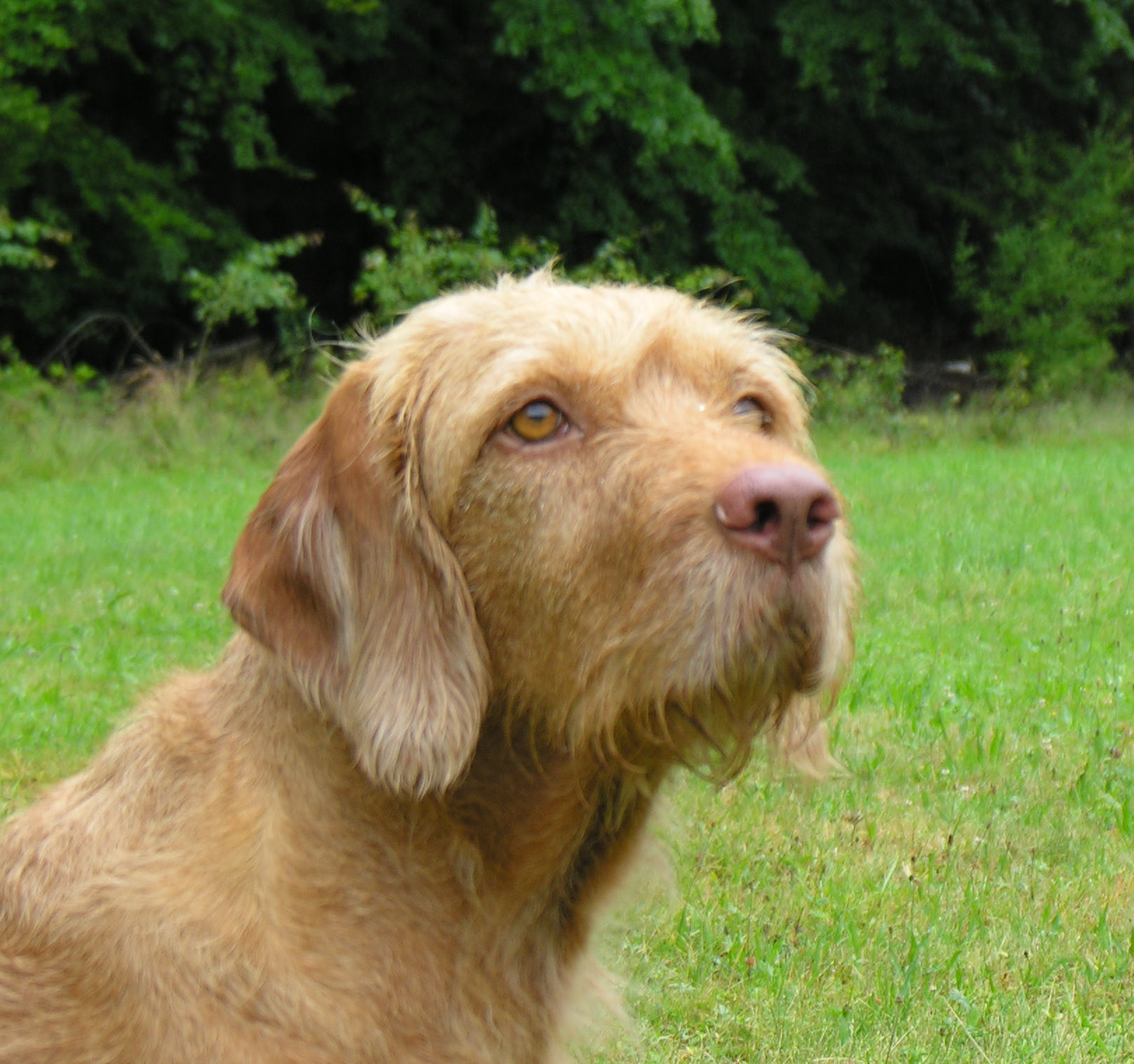
Fejformája

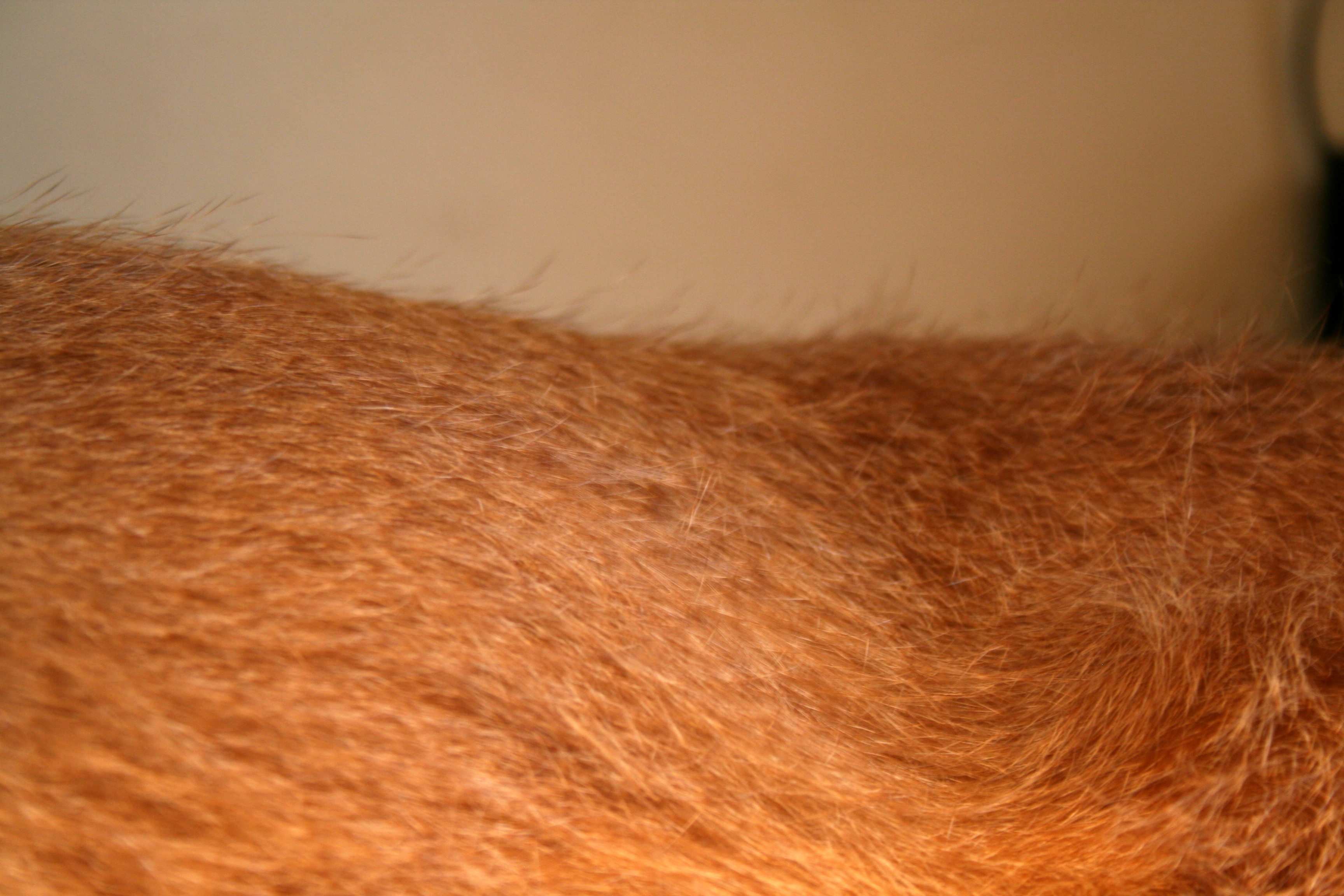
Szőrzete

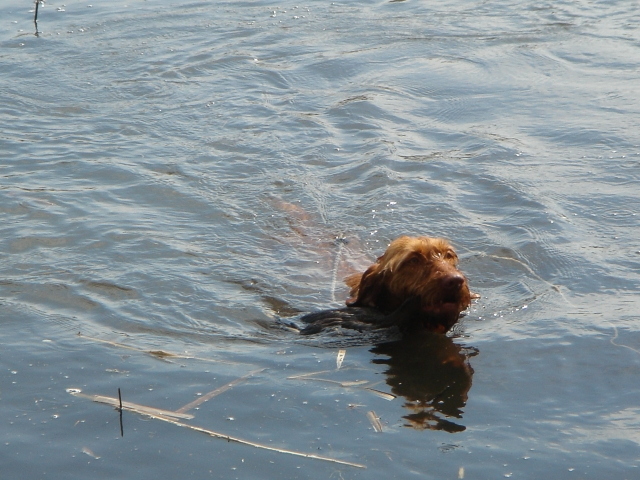
Munka közben

A feje száraz, nemes és arányos. A koponyája mérsékelten széles és enyhén domború. A fejtetőt enyhe homlokárok választja szét középen. A szemboltívei közepesen fejlettek. Az orrtükre széles és jól fejlett tágas orrlyukakkal rendelkezik. Az orrtükre sötétebb árnyalatban harmonizál a szőrzete színével. A szemfoga tompa, nem elhegyesedő, erős és izmos állkapcsokkal. Az orrháta egyenes. Állkapcsai erősek tökéletes, szabályos és teljes ollós harapással. A fogai csaknem egyenesen állnak az állkapocsban, a fogképlet szerinti 42 egészséges foggal. Pofája erős és izmos. A szemei kissé oválisak és közepes nagyságúak. A szemhéjai jól a szemgolyóra simulnak. Tekintete élénk és értelmes. A szemszíne a szőrzet színével harmonizáló sötétbarna. Fülei kissé hátul és középmagasan tűzöttek. A fül lebenye finom, a pofához simul és lefelé lekerekített V-alakban végződik. A fül hossza körülbelül a fejhossz harmadrésze. Nyaka középhosszú és a testének összképével harmonizál. A tarkója nagyon izmos és enyhén ívelt formájú.
A törzse izmos és a hossza nagyobb, mint a marmagassága. Háta szilárd, izmos, feszes és egyenes. Az izomzata fedi a tövisnyúlványokat. Ágyéka rövid, széles, feszes, izmos és egyenes. A fara széles és megfelelően hosszú, a farok felé enyhén lejt. Mellkasa közepesen széles és mély, jól kifejezett, izmos és közepesen telt a szügye. A bordái mérsékelten íveltek és a hátsó bordái jól lenyúlóak. A farka kissé alacsonyan tűzött, tövénél közepes vastagságú, azután elvékonyodik. Azokban az országokban, ahol nem korlátozzák ott kurtítják.
A végtagjai elölről nézve az elülső végtagok párhuzamosak, oldalról nézve függőlegesek és jól a test alá helyezettek. Jó csontozat és erős izomzat jellemzi. A lapocka hosszú, dőlt és hátrafelé lapos. Mancsai kissé oválisak, szorosan egymáshoz fekvő, megfelelően boltozatos, erős lábujjakkal. Karma erős és barna színű. Állás és mozgás közben a mancsai párhuzamosak. Hátulról nézve a hátulsó végtagjai egyenesek és párhuzamosak jó szögellésekkel. Combja hosszú és izmos. A lábszára hosszú, izmos és inas, a hossza közel azonos a comb hosszával.
A mozgása jellegzetes, jármódja lendületes, könnyed és elegáns, mezei kereséskor kitartó. A bőre feszes, redőket nem képez és jól pigmentált. A szőre rövid, sűrű, érdes és kemény tapintású, mely a fején, a fülén vékonyabb, rövidebb és selymesebb. A farok alsó élén szőrzete kissé, de nem feltűnően hosszabb szálú. Az egész testét elfedi, a has alsó oldala finomabban szőrözött. A színe a zsemlesárga különböző árnyalataiból áll. A füle lehet egy árnyalattal sötétebb is, de általában egyforma színű a teste. Kicsi fehér folt maximum 5 centiméteres átmérővel a mellen, a toroktájékon és az ujjakon nem tekinthető hibának.
A kanoknak két, teljes egészében a herezacskóban elhelyezkedő, szemmel láthatóan normálisan fejlett herével kell rendelkezniük.

### Küllem
| Áttekintés  | Áttekintés            |
| ----------- | --------------------- |
| Súly:       | 21–27 kg              |
| Magasság:   | 54–62 cm              |
| Szőrzet:    | Sűrű, érdes és kemény |
| Alomszám:   | 5+8 kölyök            |
| Élettartam: | 12–14 év              |

A magyar vizslákra jellemző az elegáns megjelenés, a könnyed felépítés, a harmonikus mozgás, bár a drótszőrű kissé robusztusabbnak hat. Elsősorban szőrzete és erősebb csontozata különbözteti meg a rövidszőrű magyar vizslától. A fedőszőre 2-3 centiméter hosszúságú, mely erőssége és sűrűsége révén ad védelmet az időjárás hatásai és az esetleges sérülések ellen.

### Méret
A kanok ideális marmagassága 58–62 cm, a szukáké 54-58 centiméter. Ehhez az értékhez képest mindkét irányban 4 cm különbség megengedett, feltéve, hogy a kutya testfelépítése arányos marad. Testtömege viszont 21-27 kilogramm.

### Jellem
A rövidszőrű magyar vizslával együtt a vizslák között a legsokoldalúbbnak tartják, azért mert egyedül végzi el a pointerek, a szetterek és a többi vadászkutya munkáját, szóval olyan igazi mindenes kutya. A vadászok nagyra értékelik a drótos rendkívüli szaglását e kiemelkedő orrjósága miatt például a Fővárosi Tűzoltó-parancsnokságon tűzfészekkutató kutyának alkalmazzák. Balaskó Norbert emiatt nevezte el „szakállas szaglektornak.”
Egyszerre vadászkutya, a család kedvence és a gyerekek játszópajtása, hiszen intelligenciája, alkalmazkodóképessége minderre alkalmassá teszi. Nyugodt, jóindulatú, érzékeny, a durva bánásmódot nehezen viseli, de a szerető gazdának a csillagokat is lehozná az égről. Az idegeneket ugatással jelzi, de feleslegesen nem kelt nagy zajt. Rendkívül könnyen tanítható, kezes állat és éppen ezért házőrzésre alkalmatlan. A besurranót éppúgy körülrajongja, mint a közeli jó barátot. A rövidszőrű rokonához képest sokkal jobban bírja a hideget.
Mindenes vadászkutyaként az erdőn, a mezőn és a vízen is használható, mind a lövés előtti és mind az utáni munkákban is. Az apróvadat felkutatja és jellegzetes vadmegállással jelzi, majd a meglőtt vadat megkeresi és apportírozza. A vízi munkája is kiváló, a sebzett nagyvadak utánkeresésére szintén jól használható. Különleges képessége, hogy könnyedén együtt tud működni akár egy képzett ragadozómadárral, ezért a solymászok is előszeretettel alkalmazzák.

## Egészségi problémák
Noha a drótszőrű vizslát nem tekintik megbetegedésre hajlamos fajtának, a tenyésztése kevés egyedre vezethető vissza (beltenyésztés), ezért egy-egy példányban ez örökletes betegségek felbukkanásához vezethet.
Ilyenek a következők:
- dysphagia-megaoesophagus (nyelési nehézségek, nyálzás, izomtömegvesztés)
- csípő-dysplasia
- hypothyroidismus (csökkent pajzsmirigyműködés)
- sebaceous adenitis (faggyúmirigy-gyulladás)
- emésztési problémák (bizonyos ételekre való érzékenység, illetve ételallergia)
- szemproblémák:
  - ectropion (a felső és alsó szemhéjak kifelé hajlanak, amely a "Droopy-nézést" eredményezi)
  - entropion (a felső és főleg alsó szemhéjak befelé fordulnak, irritálva a szaruhártyát)
- idiopátiás epilepszia gyakoribbá válik ennél a fajtánál

## Általános gondozási tudnivalók
Szőrzetét időnként ki kell szedetni. Ez azt jelenti, hogy az elhalt szálakat kézzel szedik ki a bundából, helyet teremtve az újonnan növő szőrszálaknak. Ugyanakkor az is elég, ha hetente egyszer jól átkefélik. A karmait röviden kell tartani.

### Tanítás
A drótszőrű magyar vizsla tanítása nem jelent gondot. Általában nagyon gyorsan tanul, és elég értelmes ahhoz, hogy felfogja, mit akar tőle a gazda.

### Mozgásigény
Igazi munkakutya, amelynek nem felel meg a napi három rövid utcai séta. Rendszerint lehetőséget kell neki adni, hogy póráz nélkül kiugrándozhassa magát a szabadban. Csaknem valamennyi gyakorlattípus megfelel számára, a futástól az apportírozáson át egészen az úszásig. Ugyanakkor problémamentes természetének és alkalmazkodóképességének köszönhetően lakásban is tartható.

## Képgaléria

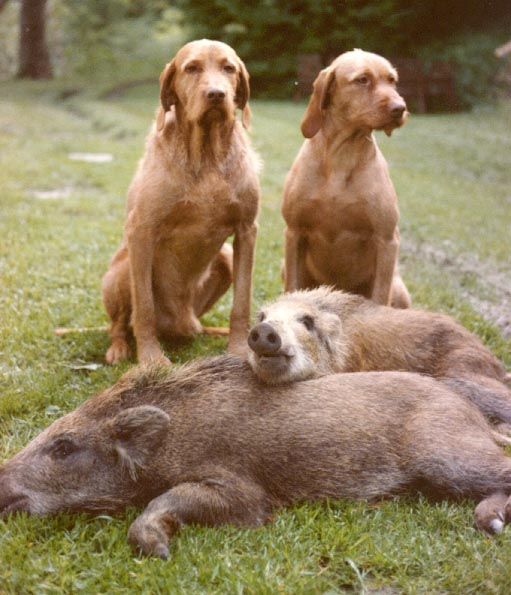
vizsla pár és a teríték
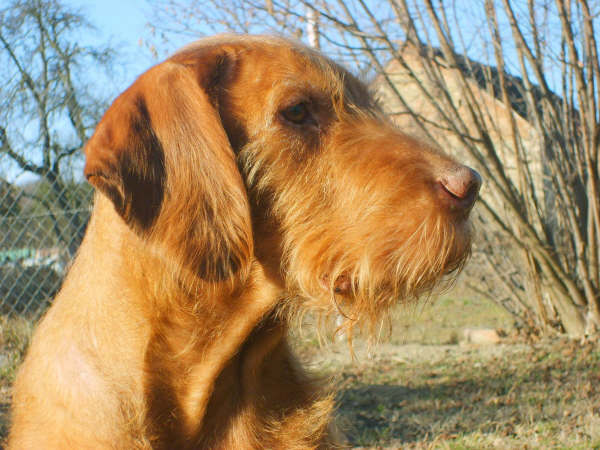
portré
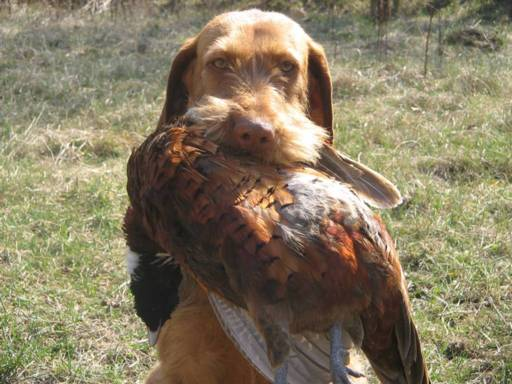
fácán kakast apportíroz
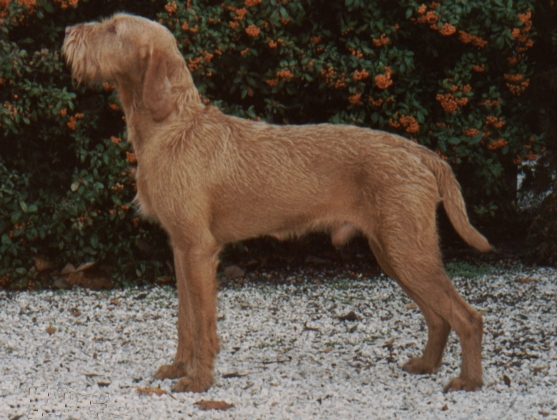
habitus (kan)
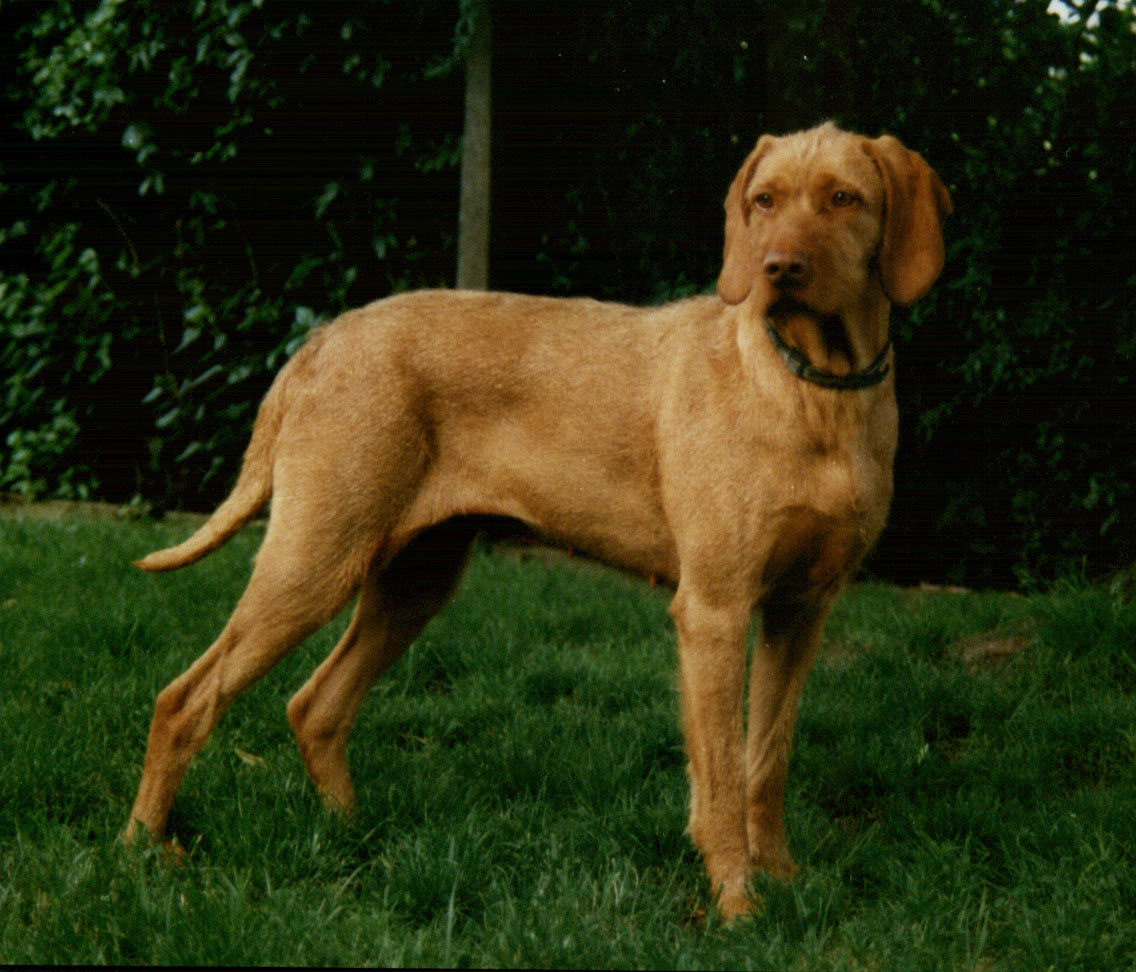
habitus (szuka)

## Fordítás
- Ez a szócikk részben vagy egészben  a   Wirehaired Vizsla című angol Wikipédia-szócikk ezen változatának fordításán alapul.  Az eredeti cikk szerkesztőit annak laptörténete sorolja fel. Ez a jelzés csupán a megfogalmazás eredetét és a szerzői jogokat jelzi, nem szolgál a cikkben szereplő információk forrásmegjelöléseként.